# 崔柳
崔柳（？—？），博陵郡安平县（今河北省衡水市安平县）人，北齐官员。

## 生平
天保三年（552年），齐文宣帝高洋前往营州，派遣崔柳出使高句丽，索要北魏末年流散到高句丽的百姓。齐文宣帝敕令崔柳说：“如果高句丽有不听你的，你可以见机行事。”崔柳到了之后，没有得到高句丽方面的许诺。崔柳怒目呵斥高句丽方面，拳打高句丽阳原王高成到坐床下，高成左右鸦雀无声不敢动，高成谢罪服从，崔柳带回五千户百姓复命。